# شجاعت در زیر آتش
شجاعت در زیر آتش (به انگلیسی: Courage Under Fire) فیلمی ۱۱۷ دقیقه‌ای به کارگردانی ادوارد زوئیک با بازی دنزل واشینگتن محصول کشور ایالات متحده آمریکا است.